# Waterkaardefamilie
De waterkaardefamilie (Hydrocharitaceae) is een wereldwijd voorkomende familie van merendeels kruidachtige, overblijvende, ondergedoken of drijvende waterplanten. In Nederland komen de volgende soorten voor:
- Egeria (Egeria densa)
- Brede waterpest (Elodea canadensis)
- Smalle waterpest (Elodea nuttallii)
- Kikkerbeet (Hydrocharis morsus-ranae)
- Groot nimfkruid (Najas marina)
- Klein nimfkruid (Najas minor)
- Krabbenscheer (Stratiotes aloides)
- Vallisneria (Vallisneria spiralis)

Een familie Hydrocharitaceae is algemeen erkend geweest door systemen van plantentaxonomie. Een groot verschil tussen het APG II-systeem (2003) alsook zijn voorganger (1998) vergeleken met eerdere systemen
is dat het geslacht Najas (Nimfkruid) in de familie is ingevoegd. De familie telt ruim honderd soorten.